# Casa de Menandro

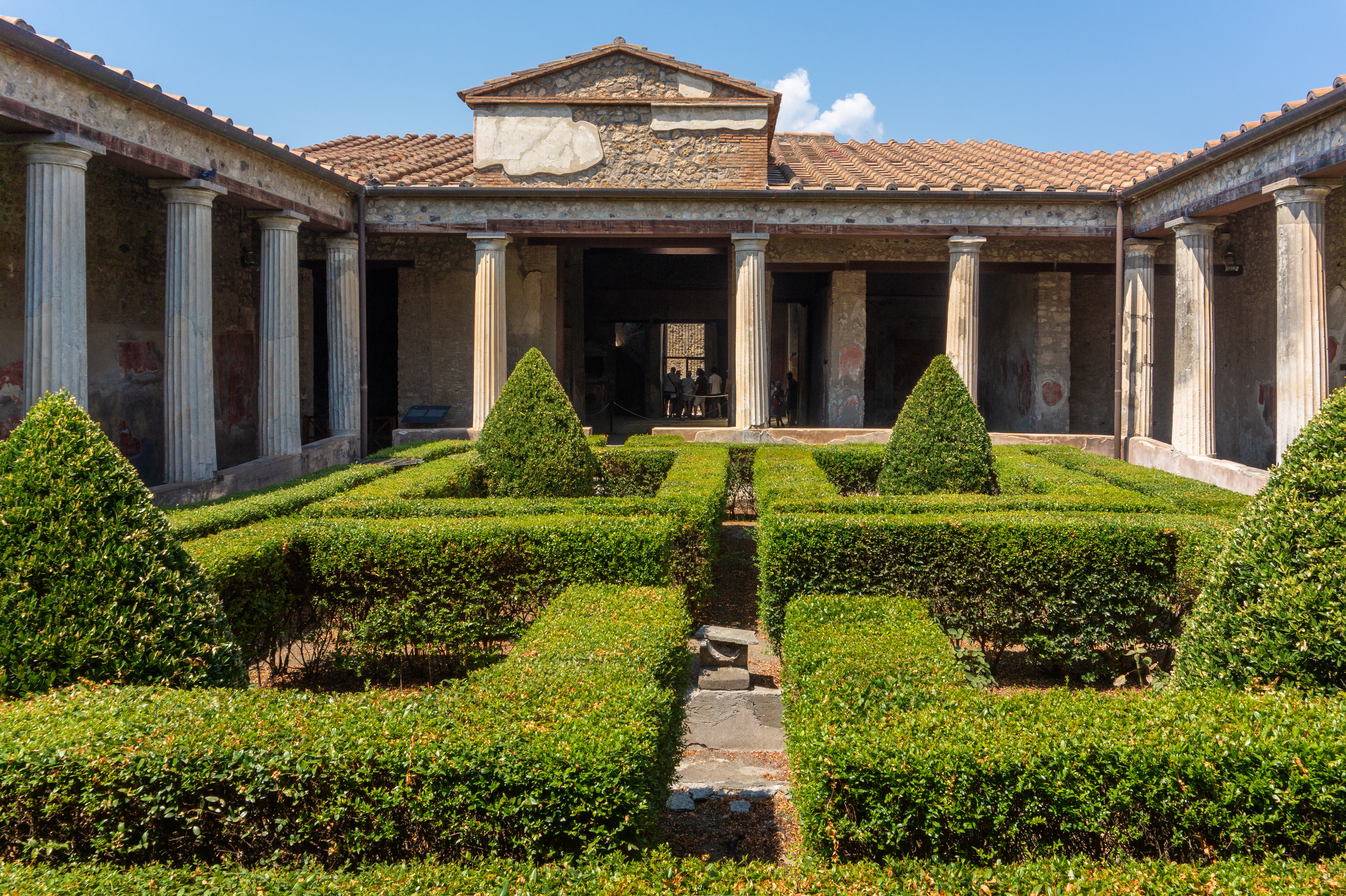
O peristilo (jardim) da Casa del Menandro

Plano de Pompéia com a Casa del Menandro destacada em vermelho

Casa de Menandro (em italiano: Casa del Menandro) é uma das casas mais ricas e magníficas da antiga Pompeia em termos de arquitetura, decoração e conteúdo, e abrange uma grande área de cerca de 1800 m2. Sua qualidade significa que o proprietário deve ter sido um aristocrata envolvido na política, com muito gosto pela arte. Mussolini realizou um almoço na sala 18 quando visitou Pompeia em 1940. 
A casa foi escavada entre novembro de 1926 e junho de 1932 e está localizada na região I, ínsula 10, entrada 4 (I.10.4) da cidade. 

## Propriedade da casa
Della Corte achou que o proprietário poderia ser Quintus Poppaeus Sabinus devido a um selo e um grafite no corredor de entrada mencionando 'Quintus' e outros grafites na casa que se referem a 'Sabinus'.
A nacionalidade do proprietário está mais em disputa do que seu status econômico. O clima mediterrâneo de Pompeia atraiu muitos romanos a investirem em moradias de férias no local, por isso é possível que o proprietário na época da erupção do Vesúvio em 79 d. C. fosse um turista rico, e não local.
Acredita-se que a casa era guardada pelo liberto Eros, que superintendia os bens da casa, além de outros bens da família Poppaeus,  com o título de procurador. Seu nome foi preservado graças a uma peça encontrada junto de seu corpo.

## Arte, arquitetura e grafite

### Afresco

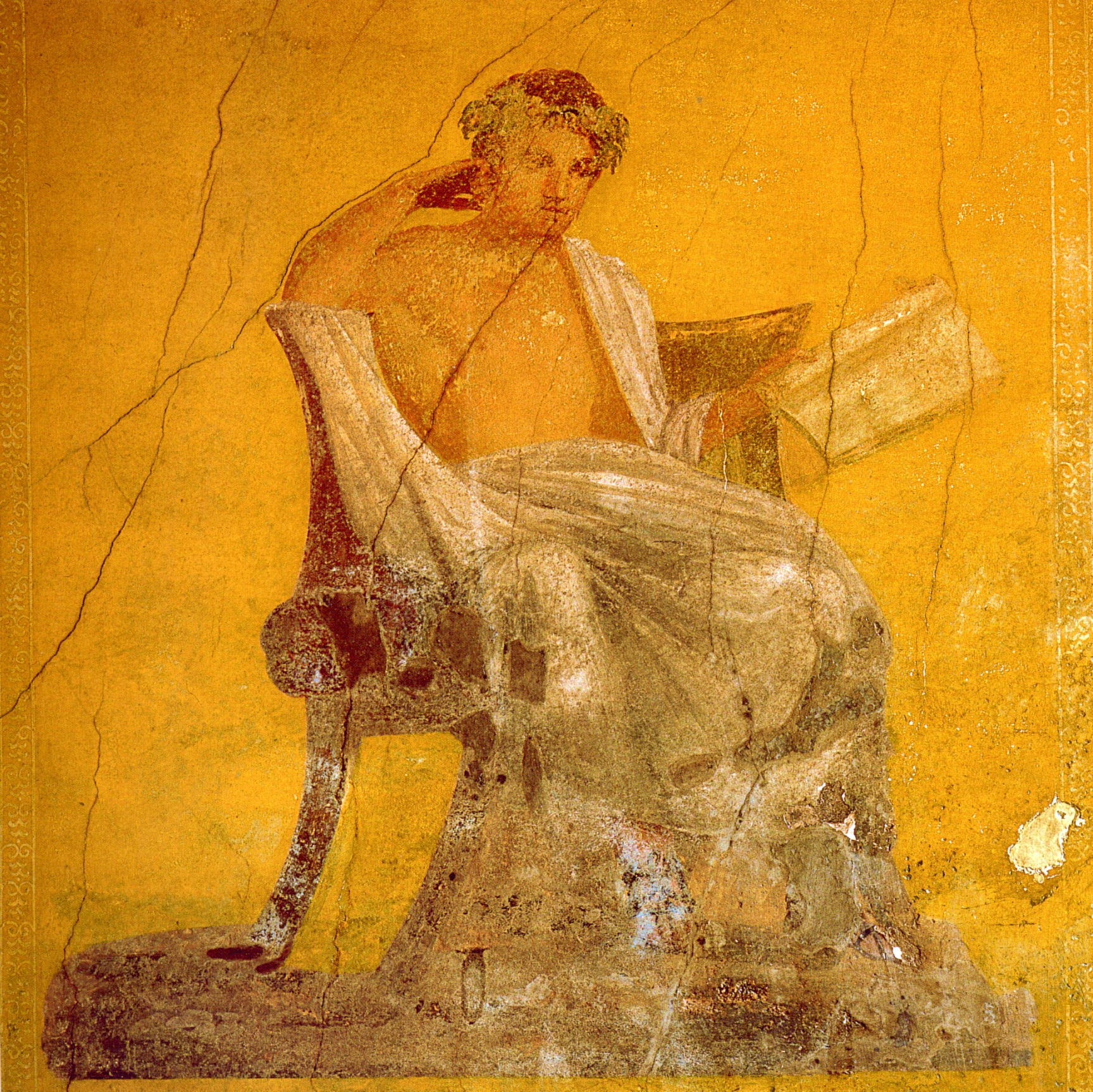
O afresco de Menandro do qual a casa leva seu nome

A propriedade é conhecida como "A Casa de Menandro" porque há um afresco bem preservado do antigo dramaturgo grego Menandro em uma pequena sala fora do peristilo. Alguns especulam que a pintura não é realmente de Menandro, mas sim o dono da casa ou outra pessoa que lê obras de Menandro. A casa também é chamada de Casa das Pratas devido a enorme quantidade de peças de prata que estavam dentro de uma caixa, no subterrâneo da casa, totalizando 118 peças, além de outras em ouro e moedas.
Nas salas à esquerda da entrada da casa existem afrescos de cenas da Ilíada, de Homero. A casa incluía outros afrescos, incluindo um que representava a morte de Laocoonte.

### Estilo clássico e helenismo
As grandes colunas no peristilo da Casa de Menandro são representativas do estilo dórico da arquitetura, uma ramificação do estilo clássico, que também deriva da Grécia. A ênfase na cultura grega na arquitetura de Pompeia não é surpreendente, já que os marinheiros gregos usavam o porto como um posto comercial antes dos oscanos fundarem a cidade no século VI aC.

### Grafite
Inúmeros exemplos de grafite romano podem ser observados nas paredes externas da casa. A casa é também repleta de grafites internos, permitindo a conclusão de que havia uma movimentação grande de pessoas na casa, como a criadagem, amigos, gladiadores, conhecidos, pobres em geral, além de estranhos, pois o dono do imóvel possuía um bar e quartos alugados ao lado da casa, na esquina. Soma-se a isso o fato de Eros, como procurador do proprietário, recebia muitos clientes da família Poppaeus em seu escritório.